# Skåneleden
| Äldre och nyare ledmarkering |  | Äldre och nyare ledmarkering |
| Äldre och nyare ledmarkering |  |                              |

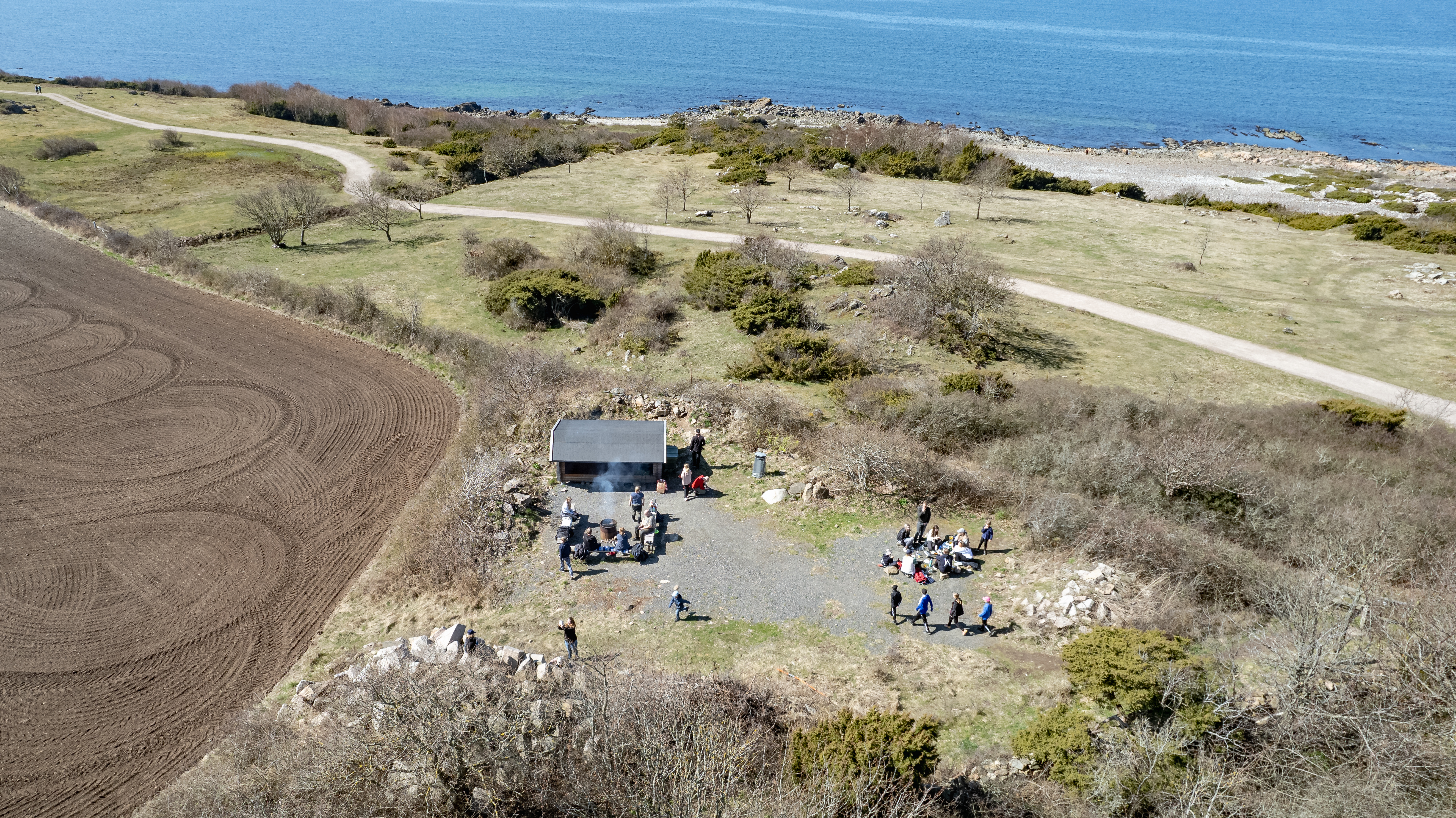
Lägerplats vid Skåneleden vid Hovs hallar

Skåneleden är en vandringsled genom Skåne som är uppdelad i sju delleder och består sammanlagt av över 170 mil genom 33 kommuner, varav 3 ligger i annat län. De första sex etapperna av Skåneleden invigdes 1978 mellan Sölvesborg och Glimåkra och blev början till SL1 Kust till kust. Detta blev möjligt tack vare initiativtagaren Folke Fribert.
Leden är markerad med orange färg. Skåneleden ingår som en del av Europaled 6, en europeisk vandringsled som går från Finland till Grekland. Vandringen på Skåneleden är mycket varierande. Det finns ett 90-tal fasta vindskydd för övernattning och ett flertal hotell och vandrarhem längs leden. 
Region Skåne är ledhuvudman för Skåneleden och driver utvecklingen av leden framåt. De är även ansvariga för kommunikation och marknadsföring av leden. Stiftelsen Skånska Landskap ansvarar för förvaltningen av leden på uppdrag av Region Skåne. Ledansvariga i respektive kommun ansvarar för all praktisk hantering utmed leden.

## Leder
De sju dellederna är:
- SL1 Kust till kust, 370 km (två indelningar, öst och väst) – Sträcker sig från Sölvesborg i öst till Ängelholm i väst.

- SL2 Nord till Syd, 325 km (två indelningar, nord och syd) – Sträcker sig från Hårsjö (väster om Vittsjö) i norr till Trelleborg i söder. På den sydliga etappen passerar man genom Dalby Söderskogs nationalpark – Skånes minsta och äldsta nationalpark.

- SL3 Ås till Ås, 162 km – Sträcker sig från Åstorp till Brösarp. Denna del av Skåneleden går bland annat genom Söderåsens nationalpark – Skånes största nationalpark.

- SL4 Österlen, 188 km – Börjar och slutar i Ystad. Mellan Simrishamn och Kivik passerar man genom Stenshuvuds nationalpark. Den norra delen av leden går genom Brösarps backar.

- SL5 Öresund, 214 km – Sträcker sig från Utvälinge i norr till Trelleborg i söder. En friliggande del av Öresundsleden går runt Falsterbonäset.

- SL6 Vattenriket[1], 190 km - Delleden sträcker sig mellan Breanäs och Brösarp genom Vattenriket i Kristianstad. De fyra första etapperna mellan Norra Lingenäset och Nyehusen invigdes i maj 2020.

- SL7 Sydkust[2], 65 km - Följer Skånes sydkust mellan fiskeläget Skåre väster om Trelleborg och Ystad.

## Bilder

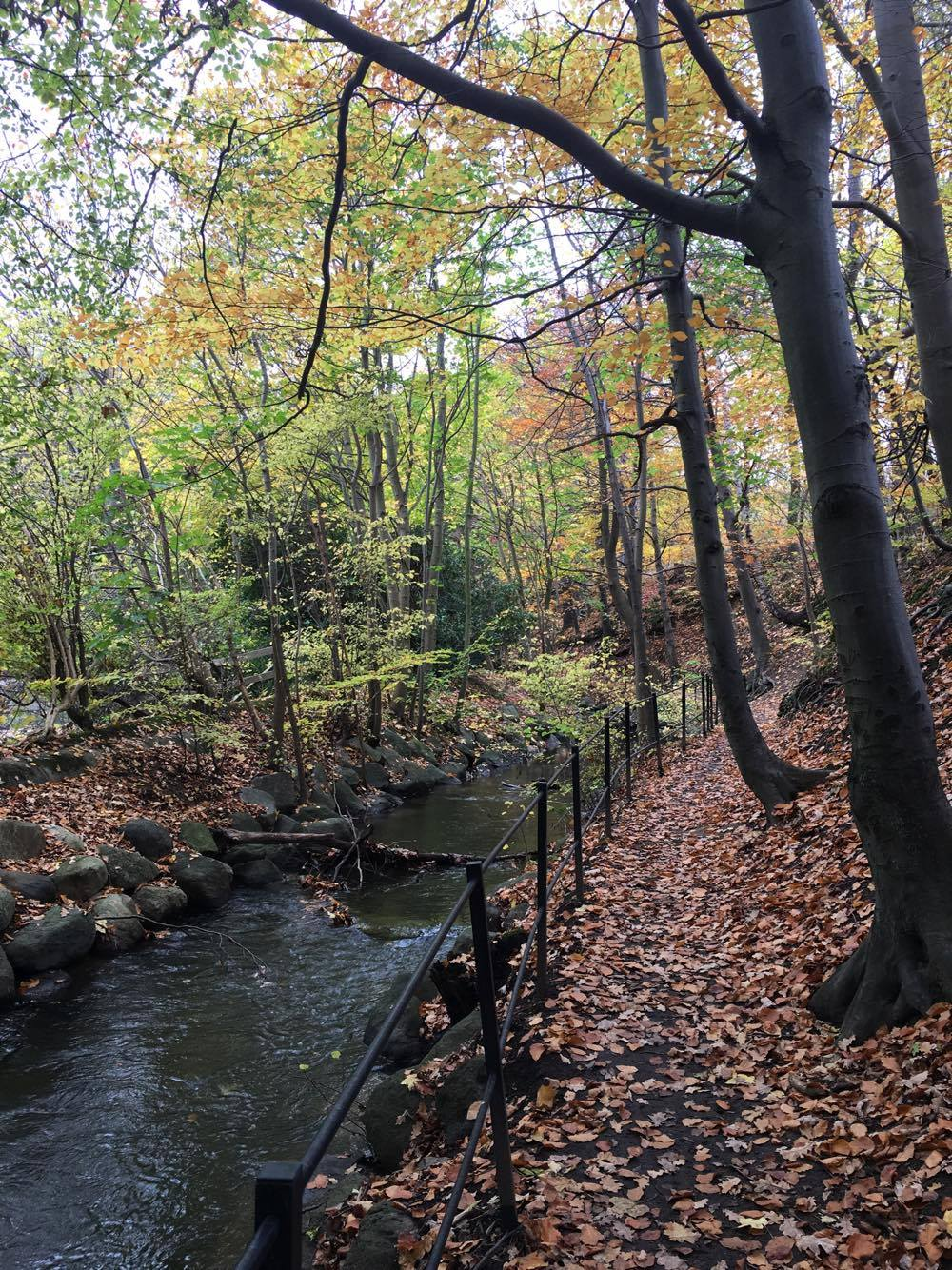
Etapp 7 på Öresundsleden, mellan Helsingborg och Rydebäck.
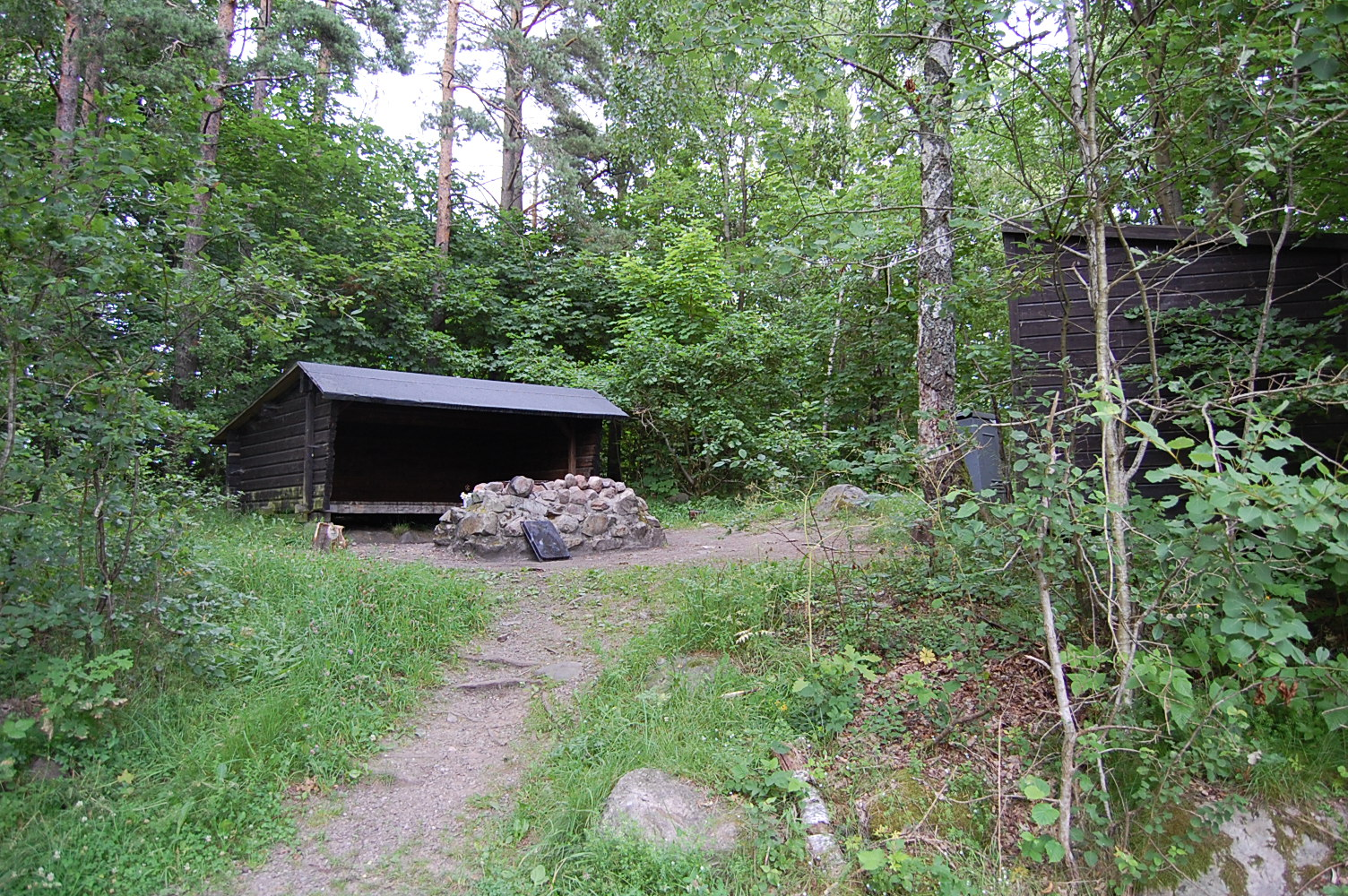
Fast vindskydd vid första etappmålet från Sölvesborg, vid Grundsjön.
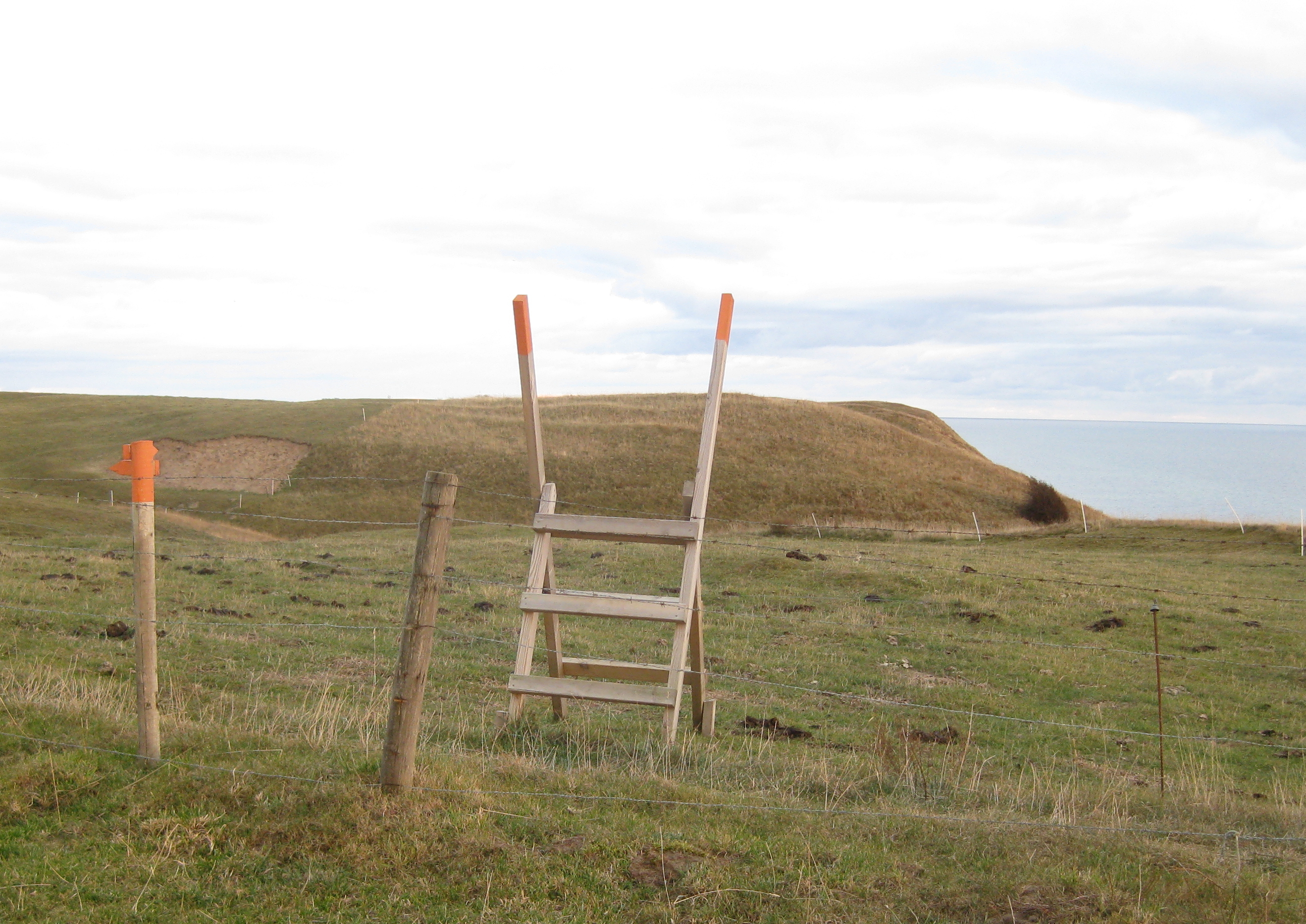
Skåneleden vid Hammars backar
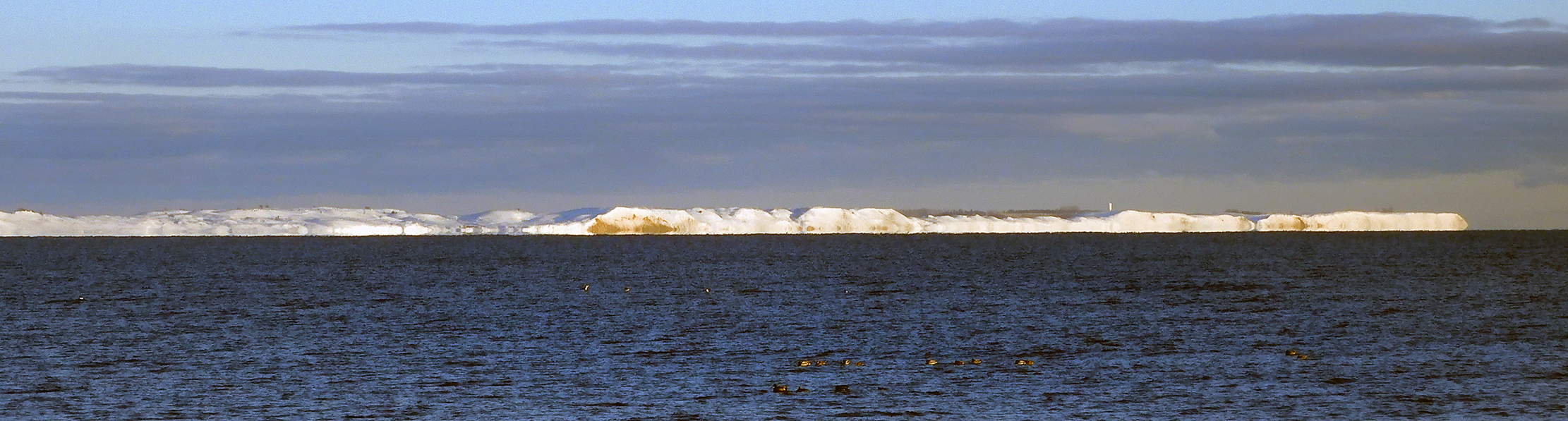
Hammars backar 8 januari 2024.